# Epidendrum cristatum
Epidendrum cristatum Ruiz & Pav., 1798, è una pianta della famiglia delle Orchidacee originaria dell'America tropicale.

## Descrizione
È un'orchidea di grandi dimensioni con comportamento sia epifita su alberi della foresta tropicale, che terricolo (geofita). E. cristatum non presenta pseudobulbi, ma uno stelo lungo fino a 90 centimetri, sottile, avvolto alla base dalle guaine fogliari di forma tubolare; le foglie sono alterne, coriacee, flessibili, di forma ellittico-lanceolata. 
La fioritura avviene dal tardo inverno fino all'estate e si realizza mediante una o più infiorescenze racemose terminali, aggettanti dagli steli maturi, lunghe fino a 60 centimetri, sottese da 6 o 7 brattee floreali embricate, conduplicate, di colore giallo-verde, e recanti molti fiori. Questi sono grandi fino a 5 centimetri, e si aprono tutti contemporaneamente, sono di lunga durata e gradevolmente profumati, hanno petali e sepali di forma lanceolata e di colore verde maculato di marroncino, e labello imbutiforme bianco maculato di rosso porpora, trilobato, coi margini dei lobi molto frastagliati.

## Distribuzione e habitat
La specie è originaria di una vasta area dell'America tropicale, in particolare Messico, Guatemala, Belize, Honduras, Nicaragua, Costa Rica, Panama, Colombia, Ecuador, Perù, Bolivia, Brasile, Suriname, Guyana, Venezuela e Trinidad dove cresce epifita su alberi di fitte foreste tropicali, oppure pinete, ma anche terricola (geofita) negli stessi ambienti, fino a 2000 metri di quota..

## Sinonimi
Epidendrum raniferum Lindl., 1831

Epidendrum calliferum Lem., 1845

Epidendrum raniferum var. luteum Lindl., 1853

Epidendrum hexadactylum Barb.Rodr., 1877

Epidendrum longovarium Barb.Rodr., 1877

Epidendrum tigrinum Sessé & Moc., 1894, nom. illeg.

Epidendrum raniferum var. hexadactylum (Barb.Rodr.) Cogn., 1898

Epidendrum raniferum var. lofgrenii Cogn., 1898

Epidendrum raniferum var. obtusilobumCogn., 1898

Epidendrum bathyschistum Schltr., 1919

Epidendrum validum Schltr., 1921

Epidendrum alexandri Schltr., 1922

Epidendrum raniferum var. lutescens Lindl. ex Broadway, 1926

## Coltivazione
Questa pianta ha un notevole apparato radicale e richiede quindi vasi profondi, necessita di buona luminosità anche se non tollera i raggi diretti del sole e gradisce temperatura calda e buona umidità durante il periodo vegetativo, dopo la fioritura conviene ridurre la temperatura e sospendere le irrigazioni.